# Utilitarismo de regras
O Utilitarismo de Regras é uma forma de utilitarismo, que diz que uma ação é correta na medida em que se conforma a uma regra que leva ao bem maior, ou que "a correção ou incorreção de uma ação específica é uma função da exatidão da regra uma instância". Os Filósofos Richard Brandt e Brad Hooker são grandes defensores de tal abordagem.

## Efeitos
Para os utilitaristas de regras, a exatidão de uma regra é determinada pela quantidade de bem que ela traz quando é seguida. Em contraste, os utilitaristas atuam julgando um ato apenas em termos das consequências daquele ato (como parar em um sinal vermelho), ao invés de julgar se ele fielmente aderiu à regra da qual ele foi uma instância (como "sempre pare" em luzes vermelhas). Os utilitaristas da regra argumentam que seguir regras que tendem a levar ao bem maior terá consequências melhores do que permitir que exceções sejam feitas em instâncias individuais, mesmo que melhores consequências possam ser demonstradas nesses casos.

## Formulação de Mill
Em sua obra de 1862, Utilitarismo, John Stuart Mill defende o conceito de direitos em termos de utilidade:  "Ter um direito, então, é conceber, ter algo que a sociedade deveria me defender na posse de. Se o oponente continua a perguntar, por que ele deveria? Eu posso dar-lhe nenhuma outra razão do que a de utilidade geral." Se Mill era um utilitarista da regra é uma questão de controvérsia. Esta passagem do  Utilitarismo parece sugerir que ele era:

No caso de abstinências - de coisas que as pessoas deixam de fazer por considerações morais, embora as consequências no caso particular possam ser benéficas - seria indigno de um agente inteligente não estar conscientemente ciente de que a ação é de uma classe que, se praticada em geral, seria geralmente prejudicial, e que esta é a base da obrigação de se abster dela.

Mas Mill argumenta também que às vezes é certo violar as regras gerais da ética:

.... a justiça é um nome para certos requisitos morais, que, considerados coletivamente, se elevam na escala da utilidade social, e são, portanto, de obrigação mais primordial do que qualquer outra; embora casos particulares possam ocorrer em que algum outro dever social seja tão importante, a ponto de invalidar qualquer uma das máximas gerais da justiça. Assim, para salvar uma vida, pode não apenas ser permitido, mas um dever, roubar, ou tomar à força, o alimento ou medicamento necessário, ou sequestrar, e obrigar a oficiar, o único médico qualificado.

Outras coisas sendo iguais as pessoas são mais felizes se a sua sociedade segue regras para que as pessoas saibam que tipos de comportamento podem esperar dos outros em determinadas situações. Portanto, os utilitaristas podem justificar um sistema que diz: "Cumpra as regras a menos que haja uma forte razão para quebrá-las".

## O Utilitarismo de regra forte
O Utilitarismo de regra forte fornece uma explicação utilitária para a afirmação de que as regras morais devem ser obedecidas em todos os lugares e em todas as épocas. O UR Forte não se deteriora no utilitarismo do ato como o utilitarismo de regras fracas, mas compartilha fraquezas com posturas morais similarmente absolutistas (notavelmente, aquelas deontológicas). Um cenário (ou experimento de pensamento) usado para esclarecer este problema (frequentemente atribuído a Immanuel Kant) infere:
1. você sabe a localização de algumas pessoas
2. um assassino pede-lhe sobre a localização deles, a fim de ir matá-los.

A convenção moral diz que mentir é errado, portanto, o forte regime utilitarista diz que você deve revelar a localização deles. Uma resposta mais sofisticada de UR Forte é que:
1. O cenário acima é muito improvável.
2. Na maioria das situações, dizer a verdade, leva a uma maior confiança e felicidade.
3. Se universalmente aplicada (à la Kant's imperativo categórico), a regra contra a mentira seria criar o utilitário de rede.

No entanto, muitos discordam, alegando que (nesta situação) dizendo a verdade resultaria em mortes desnecessárias, seria, portanto, imoral, e que este cenário fornece, portanto, um contra-exemplo contraditório.

## O Utilitarismo de regra fraca
O Utilitarismo de regra fraca tenta lidar com contra-exemplos de UR Fortes como exceções legítimas. Uma dessas respostas é o utilitarismo de dois níveis; UR Fracas mais sistemáticas tentam criar sub-regras para lidar com as exceções. Mas como David Lyons  e outros argumentaram, isso tenderá necessariamente a colapsar no utilitarismo dos atos. As regras exigirão tantas sub-regras quanto exceções, portanto, muitas exceções tornarão a regra mais sofisticada e computacionalmente intratável. Os Agentes racionais, então, satisfarão essa intratabilidade buscando resultados que produzam a máxima utilidade.

## Leitura complementar
- Brad Hooker entrada de regra de consequencialismo na Stanford Encyclopedia of Philosophy:
- Brad Hooker, Ideal Código Mundo Real,  Oxford University Press, 2000, nova edição 2002